# De pères en fils
Pour plus de détails, voir Fiche technique et Distribution.
De pères en fils (titre original : Around the Bend) ou Au tournant de la vie au Québec est un film américain réalisé par Jordan Roberts, sorti en 2004.

## Synopsis
Henry Lair, un archéologue qui considère sa famille comme sa tribu, a élevé son petit-fils Jason durant toute l'enfance de celui-ci car la mère de Jason est morte quand il était bébé alors que Turner, son père, musicien et petit truand à ses heures, a disparu dans la nature. Des années plus tard, alors que Jason a lui-même un fils, Zach, Turner fait sa réapparition. Henry organise à l'insu de tous un voyage en famille pour renouer les liens entre Turner et Jason. 

## Fiche technique
- Réalisation : Jordan Roberts
- Scénario : Jordan Roberts
- Photographie : Michael Grady
- Montage : Françoise Bonnot
- Musique : David Baerwald
- Production : Julie Kirkham et Elliott Lewitt
- Société de production : Warner Independent Pictures
- Pays d'origine : États-Unis
- Langue : anglais
- Format : Couleur - 1,85:1 - son Dolby Digital
- Genre : Drame, road movie
- Durée : 82 minutes
- Dates de sortie : 
  -  États-Unis : 8 octobre 2004

## Distribution
- Michael Caine (VQ : Vincent Davy) : Henry Lair
- Josh Lucas (VF : Guy Chapellier ; VQ : Patrice Dubois) : Jason Lair
- Christopher Walken (VQ : Hubert Gagnon) : Turner Lair
- Jonah Bobo (VQ : Romy Kraushaar-Hébert) : Zach Lair
- Glenne Headly (VF : Karine Foviau ; VQ : Charlotte Bernard) : Katrina
- David Eigenberg (VF : Tugdual Rio ; VQ : Sylvain Hétu) : John
- Gerry Bamman (VQ : Jacques Lavallée) : Albert
- David Marciano : l'inspecteur
- Kathryn Hahn (VF : Laura Blanc) : Sarah
- Michael O'Neill : le cowboy
- Norbert Weisser : Walter

Sources et légendes: Version française (VF) sur RS Doublage. Version québécoise (VQ) sur Doublage Québec

## Accueil
Le film n'a connu qu'une sortie limitée au cinéma et a rapporté environ 580 000 $ au box-office mondial.
Il recueille 28 % de critiques favorables, avec une note moyenne de 4,9/10 et sur la base de 95 critiques collectées, sur le site Rotten Tomatoes.
Lors du Festival des films du monde de Montréal, Jordan Roberts a remporté le prix spécial du jury et Christopher Walken le prix du meilleur acteur. Walken a également remporté le Satellite Award du meilleur acteur dans un second rôle.